# Інтер (Боярка)
Футбольний клуб «Інтер» — колишній український футбольний клуб, який представляв місто Боярку Києво-Святошинського району Київської області. Через фінансові проблеми у 2007 році клуб припинив своє існування.

## Попередні назви
- 1978—1992: «Машинобудівник» (Бородянка)[1]
- 1992: «Здвиж» (Бородянка)
- 1992—1994: «Гарт» (Бородянка)
- 1994—2003: «Система-Борекс» (Бородянка)
- 2004: «Борекс-Борисфен» (Бородянка)
- 2004—2005: «Освіта» (Бородянка)
- 2005: «Освіта» (Київ)
- 2006: «Боярка-2006» (Боярка)
- 2006—2007: «Інтер» (Боярка)

## Історія
Футбольний клуб «Машинобудівник» був створений у місті Бородянка у 1978 році при новозбудованій філії заводу «Червоний екскаватор», Бородянський екскаваторний або БорЕкс. Футбольний клуб «Машинобудівник» виступав у обласних і аматорських змаганнях.
У 1993 році як переможець у своїй групі в аматорському чемпіонаті України здобув путівку на професіональний рівень.
У сезоні 1993/94 клуб зайняв 5 місце у перехідній лізі. В наступному сезоні перехідна ліга стала називатися третьою і клуб під назвою «Система-Борекс» зайняв у ній 6-е місце, що дозволило після приєднання третьої ліги до другої продовжити виступи у другій лізі.
У сезоні 2001/02 під керівництвом головного тренера Віктора Жиліна клуб зайняв перше місце в групі Б другої ліги і здобув путівку у першу лігу. У 2004 році клуб змінив назву на «Борекс-Борисфен», однак така зміна не врятувала клуб від вильоту до другої ліги.
Виступи у другій лізі клуб почав з новою назвою «Освіта». В наступному сезоні 2005/06 клуб змінив прописку на Київ («Освіта» Київ), а після зимової перерви припинив існування. Його місце рішенням Київської обласної федерації футболу відійшло до Боярки (20 км від Києва), і до кінця сезону виступав під назвою «Боярка-2006». Клуб ледве не втратив професіональний статус — тільки зняття з чемпіонату МФК «Житомир» врятувало від вильоту з другої ліги. У новому сезоні (2006/07) клуб змінив назву на «Інтер», але і ця гучна назва не допомогла клубу. За підсумками сезону він зайняв останнє 15 місце, втратив статус професіоналів і припинив своє існування.

## Досягнення
Кубок України
- Володар — 1986

## Всі сезони в незалежній Україні
| Сезон   | Чемпіонат     | Чемпіонат  | Чемпіонат | Чемпіонат | Чемпіонат | Чемпіонат | Чемпіонат | Чемпіонат | Кубок        | Кубок | Кубок | Кубок | Кубок | Кубок | Кубок | Примітка                                                                       |
| Сезон   | Ліга          | Місце      | І         | В         | Н         | П         | М         | О         | Етап         | І     | В     | Н     | П     | М     | О     | Примітка                                                                       |
| ------- | ------------- | ---------- | --------- | --------- | --------- | --------- | --------- | --------- | ------------ | ----- | ----- | ----- | ----- | ----- | ----- | ------------------------------------------------------------------------------ |
| 1993/94 | Перехідна     | 5 з 18     | 34        | 18        | 11        | 5         | 52−16     | 47        | —            | —     | —     | —     | —     | —     | —     | «Гарт» (Бородянка)                                                             |
| 1994/95 | Третя         | 6 з 22     | 42        | 23        | 6         | 13        | 61−31     | 75        | 1/16 фіналу  | 4     | 2     | 0     | 2     | 5−7   | 4     | «Система-Борекс» (Бородянка)                                                   |
| 1995/96 | Друга Група А | 9 з 22     | 40        | 17        | 12        | 11        | 34-31     | 63        | 1/128 фіналу | 1     | 0     | 1     | 0     | 1−1   | 1     | «Система-Борекс» (Бородянка)                                                   |
| 1996/97 | Друга Група А | 8 з 16     | 30        | 11        | 8         | 11        | 28−31     | 41        | 1/64 фіналу  | 1     | 0     | 1     | 0     | 2−2   | 1     | «Система-Борекс» (Бородянка)                                                   |
| 1997/98 | Друга Група А | 9 з 18     | 34        | 12        | 13        | 9         | 34−23     | 49        | 1/128 фіналу | 1     | 0     | 0     | 1     | 0−1   | 0     | «Система-Борекс» (Бородянка)                                                   |
| 1998/99 | Друга Група А | 7 з 15     | 28        | 13        | 7         | 8         | 22−20     | 46        | 1/64 фіналу  | 4     | 2     | 1     | 1     | 5−3   | 5     | «Система-Борекс» (Бородянка)                                                   |
| 1999/00 | Друга Група А | 5 з 16     | 30        | 12        | 11        | 7         | 32−17     | 47        | —            | —     | —     | —     | —     | —     | —     | «Система-Борекс» (Бородянка)                                                   |
| 2000/01 | Друга Група Б | 2 з 15     | 28        | 18        | 8         | 2         | 46−15     | 62        | —            | —     | —     | —     | —     | —     | —     | «Система-Борекс» (Бородянка)                                                   |
| 2001/02 | Друга Група Б | 1 з 18     | 34        | 20        | 8         | 6         | 53−23     | 68        | Перший етап  | 2     | 0     | 1     | 1     | 0−1   | 1     | «Система-Борекс» (Бородянка)                                                   |
| 2002/03 | Перша         | 15 з 18    | 34        | 9         | 13        | 12        | 28−28     | 40        | 1/32 фіналу  | 1     | 0     | 1     | 0     | 0−0   | 1     | «Система-Борекс» (Бородянка)                                                   |
| 2003/04 | Перша         | 17 з 18    | 34        | 8         | 5         | 21        | 29−52     | 29        | 1/32 фіналу  | 1     | 0     | 0     | 1     | 2−3   | 0     | Після першого кола команда «Система-Борекс» змінила назву на «Борекс-Борисфен» |
| 2004/05 | Друга Група А | 7 з 15     | 28        | 12        | 10        | 6         | 34−22     | 46        | 1/32 фіналу  | 1     | 0     | 0     | 1     | 1−2   | 0     | «Освіта» (Бородянка)                                                           |
| 2005/06 | Друга Група А | 15 з 16    | 28        | 2         | 3         | 23        | 13−82     | 9         | 1/32 фіналу  | 1     | 0     | 0     | 1     | 0−3   | 0     | Перше коло — «Освіта» (Київ) Друге коло — «Боярка-2006» (Боярка)               |
| 2006/07 | Друга Група А | 15 з 15    | 28        | 3         | 6         | 19        | 17−61     | 15        | 1/32 фіналу  | 1     | 0     | 0     | 1     | 0−5   | 0     | «Інтер» (Боярка)                                                               |
| Всього  | Перехідна     | 1 сезон    | 34        | 18        | 11        | 5         | 52−16     | 47        | >9 сезонів   | 25    | 14    | 4     | 7     | 38−21 | 46    |                                                                                |
| Всього  | Третя         | 1 сезон    | 42        | 23        | 6         | 13        | 61−31     | 75        |              |       |       |       |       |       |       |                                                                                |
| Всього  | Друга         | 10 сезонів | 308       | 120       | 86        | 102       | 313−325   | 326       |              |       |       |       |       |       |       |                                                                                |
| Всього  | Перша         | 2 сезони   | 68        | 17        | 18        | 33        | 57−80     | 52        |              |       |       |       |       |       |       |                                                                                |

## Емблеми клубу

Історія
Емблема спортивного клубу «Система-Борекс» Бородянка
Емблема футбольного клубу «Освіта» Бородянка
Емблема футбольного клубу «Інтер» Боярка